# Соколівська сільська рада (Бобровицький район)
Соколі́вська сільська́ ра́да — адміністративно-територіальна одиниця та орган місцевого самоврядування в Бобровицькому районі Чернігівської області. Адміністративний центр — село Соколівка.

## Загальні відомості
- Населення ради: 579 осіб (станом на 2001 рік)

Єдина сільська рада району, якій підпорядковано більше 3 населених пунктів.

## Населені пункти
Сільській раді підпорядковані населені пункти:
- с. Соколівка (172 осіб)
- с. Бірки (99 осіб)
- с. Красне (33 особи)
- с. Мочалище (74 особи)
- с. Новоселиця (постійного населення немає)
- с. Рокитне (33 осіб)

## Склад ради
Рада складається з 12 депутатів та голови.
- Голова ради: Павленко Анатолій Пилипович
- Секретар ради: Потапова Тетяна Олексіївна

### Керівний склад попередніх скликань
| Прізвище, ім'я, по батькові | Основні відомості                                                                                     | Дата обрання | Дата звільнення |
| --------------------------- | --- | ------------ | --------------- |
| Павленко Анатолій Пилипович | Сільський голова, 1959 року народження, освіта середня спеціальна, член Соціалістичної партії України | 26.03.2006   | 31.10.2010      |
| Павленко Анатолій Пилипович | Сільський голова, 1959 року народження, освіта середня спеціальна, член Партії регіонів               | 31.10.2010   |                 |

Примітка: таблиця складена за даними сайту Верховної Ради України

### Депутати
За результатами місцевих виборів 2010 року депутатами ради стали:

#### За суб'єктами висування
| Суб'єкт висування | Кількість обраних депутатів | %  |
| ----------------- | --------------------------- | -- |
| Партія регіонів   | 6                           | 50 |
| Самовисування     | 6                           | 50 |

#### За округами
| № округу        | Прізвище, ім'я, по батькові     | Дата визнання обраним | Освіта  | Партійна приналежність | Відомості про обраного депутата                                                        |
| --------------- | ------------------------------- | --------------------- | ------- | ---------------------- | -------------------------------------------------------------------------------------- |
| Партія регіонів |                                 |                       |         |                        |                                                                                        |
| 1               | Голінко Оксана Іванівна         | 04.11.2010            | вища    | член Партії регіонів   | Пісківська загальноосвітня школа І-ІІІ ст. ім. П. Г. Тичини, вчитель початкових класів |
| 3               | Погрібна Ольга Михайлівна       | 04.11.2010            | вища    | член Партії регіонів   | тимчасово не працює                                                                    |
| 4               | Потапова Тетяна Олексіївна      | 04.11.2010            | вища    | член Партії регіонів   | Соколівська сільська рада, секретар виконкому                                          |
| 5               | Величко Неоніла Олександрівна   | 04.11.2010            | вища    | член Партії регіонів   | Соколівська сільська рада, головний бухгалтер                                          |
| 6               | Тимченко Володимир Анатолійович | 04.11.2010            | середня | член Партії регіонів   | П. Тимченко                                                                            |
| 10              | Дегтяр Анатолій Григорович      | 04.11.2010            | середня | член Партії регіонів   | тимчасово не працює                                                                    |
| Самовисування   |                                 |                       |         |                        |                                                                                        |
| 2               | Пилипець Михайло Андрійович     | 04.11.2010            | вища    | позапартійний          | тимчасово не працює                                                                    |
| 7               | Коцюр Віра Петрівна             | 04.11.2010            | середня | позапартійна           | Київська міська клінічна лікарня, молодша медична сестра                               |
| 8               | Павленко Валерій Анатолійович   | 26.12.2010            | середня | позапартійний          | Бобровицьке УГГ, слюсар                                                                |
| 9               | Мамченко Валентина Василівна    | 04.11.2010            | вища    | позапартійна           | СПД Мамченко, бухгалтер                                                                |
| 11              | Ляшенко Федір Федорович         | 04.11.2010            | вища    | позапартійний          | Київенерго, водій                                                                      |
| 12              | Цихоня Микола Олександрович     | 04.11.2010            | середня | позапартійний          | ТОВ «Злагода СБ», головний інженер                                                     |